# Carlos Alberto de Souza Barros
Carlos Alberto de Souza Barros (São Paulo, 1927 — 25 de febrero de 2002) fue un guionista, actor y director de cine brasileño.